# Sven Christ
Sven Christ (Biel/Bienne, 9 december 1973) is een Zwitsers voetbalcoach en voormalig voetballer die speelde als verdediger.

## Carrière
Christ stroomde door uit de jeugd van FC Grenchen waar hij drie seizoenen bleef spelen tot in 1994 waarna hij een contract tekende bij FC Aarau. Na twee seizoenen bij Grasshopper tekende hij opnieuw bij Aarau. Bij Grasshopper speelde hij kampioen in 1998.
In 1999 tekend hij een contract bij FC Lausanne-Sport voor twee seizoen, in 2002 tekende hij bij het Duitse 1. FSV Mainz 05. Na zijn passage in Duitsland speelde hij nog vijf seizoenen bij Aarau.
Na zijn loopbaan als speler werd Christ coach van FC Schötz waar hij een seizoen aan de zijlijn stond. In 2010 trok hij naar SC Cham waar hij coach was tot in 2012. In 2012 volgde hij de naar AC Bellinzona vertrokken Francesco Gabriele op bij FC Baden. Na twee jaar bij Baden kreeg hij een kans bij FC Aarau. Na zijn periode hier tekende hij bij FC Winterthur een contract. Na hier te zijn ontslagen in 2017 keerde hij terug naar Aarau om de jeugdwerking te adviseren en te leiden. In 2022 ging hij aan de slag bij de jeugd van de nationale jeugdploegen als coördinator.

## Erelijst
- Grasshopper
  - Landskampioen: 1998